# Lloyd Loom

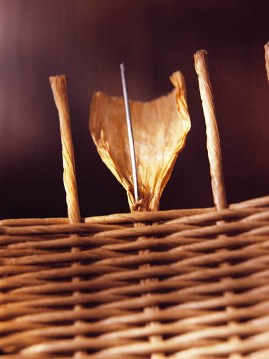
Detail des Lloyd-Loom-„Geflechts“

Lloyd Loom (englisch; wörtliche Übersetzung und ursprüngliche Bedeutung: Lloyd Webstuhl) ist die Bezeichnung für eine maschinell gewobene Textilie aus verzwirntem Kraftpapier (Papiergarn). Eine Besonderheit des Werkstoffs besteht darin, dass das Papiergarn um einen als Seele fungierenden Metalldraht  zusammengedreht ist und so eine höhere Zugfestigkeit aufweist. Bekannt ist die Bezeichnung heute vor allem durch die in mehreren Ländern aus diesem Material produzierten Möbel, insbesondere durch die sogenannten Lloyd Loom Chairs.

## Geschichte, Eigenschaften und Verwendung
Zwischen 1906 und 1917 entwickelte der US-amerikanische Erfinder und Unternehmer Marshall Burns Lloyd (1858–1927) in Menominee (Michigan) ein Verfahren zur maschinellen Herstellung eines Gewebes aus Kraftpapier. Hierbei wird das Kraftpapier in einem ersten Schritt um einen Metalldraht herum zu einem Garn gesponnen (verzwirnt) und dann an Webmaschinen zu korbartigen Matten (woven reed) verarbeitet. Das durch diese textiltechnische Mechanisierung entstandene neuartige „Flechtwerk“, das im Unterschied zu Waren aus traditioneller Korbflechterei wesentlich schneller und günstiger herzustellen ist, kam zunächst an Artikeln wie dem Lloyd-Loom-Kinderwagen, schon bald auch beim Bau von Sitzmöbeln, als Bezugsstoff (Bespannung) zum Einsatz, wobei es auf von Lloyd entwickelte Rahmenkonstruktionen aufgespannt wurde. Das Nutzungsrecht an dem Verfahren (Method of producing woven-reed articles), das am 17. Juli 1917 in den Vereinigten Staaten als Patent angemeldet worden war, bot Lloyd bereits 1919 in Europa zum Kauf an.
Seit den 1920er Jahren inspirierte der Werkstoff Lloyd Loom viele Möbeldesigner – besonders im Vereinigten Königreich – zu zeitlosen Entwürfen, von denen die sogenannten Lloyd Loom Chairs sich wegen ihrer Langlebigkeit und Strapazierfähigkeit bis heute großer Beliebtheit erfreuen. Bei diesen Stühlen oder Sesseln ist das Material oft an Gestellen aus schlankem, gebogenem Buchenholz befestigt. Im Unterschied zu Sitzmöbeln aus klassischem Flechtwerk knarzen und verziehen sie nicht. Verwendung fanden und finden die Loom Chairs wegen ihres geringen Gewichts insbesondere auf Passagier- und Luftschiffen, auf Tribünen, in Hotels, Restaurants und Speisezimmern sowie als Sitzmöbel in und an Gärten (Terrassen, Wintergärten, Veranden und Loggien). Außer Stühlen und Sesseln werden auch Sofas, Liegen, Betten, Bänke, Hocker, Ottomanen, Wäschekörbe, Anrichten, Nacht-, Beistell- und Sofatische sowie Schränke aus dem Material gefertigt. Als biologisch abbaubarer Werkstoff erfährt Lloyd Loom heutzutage besondere Wertschätzung.

## Beispiele

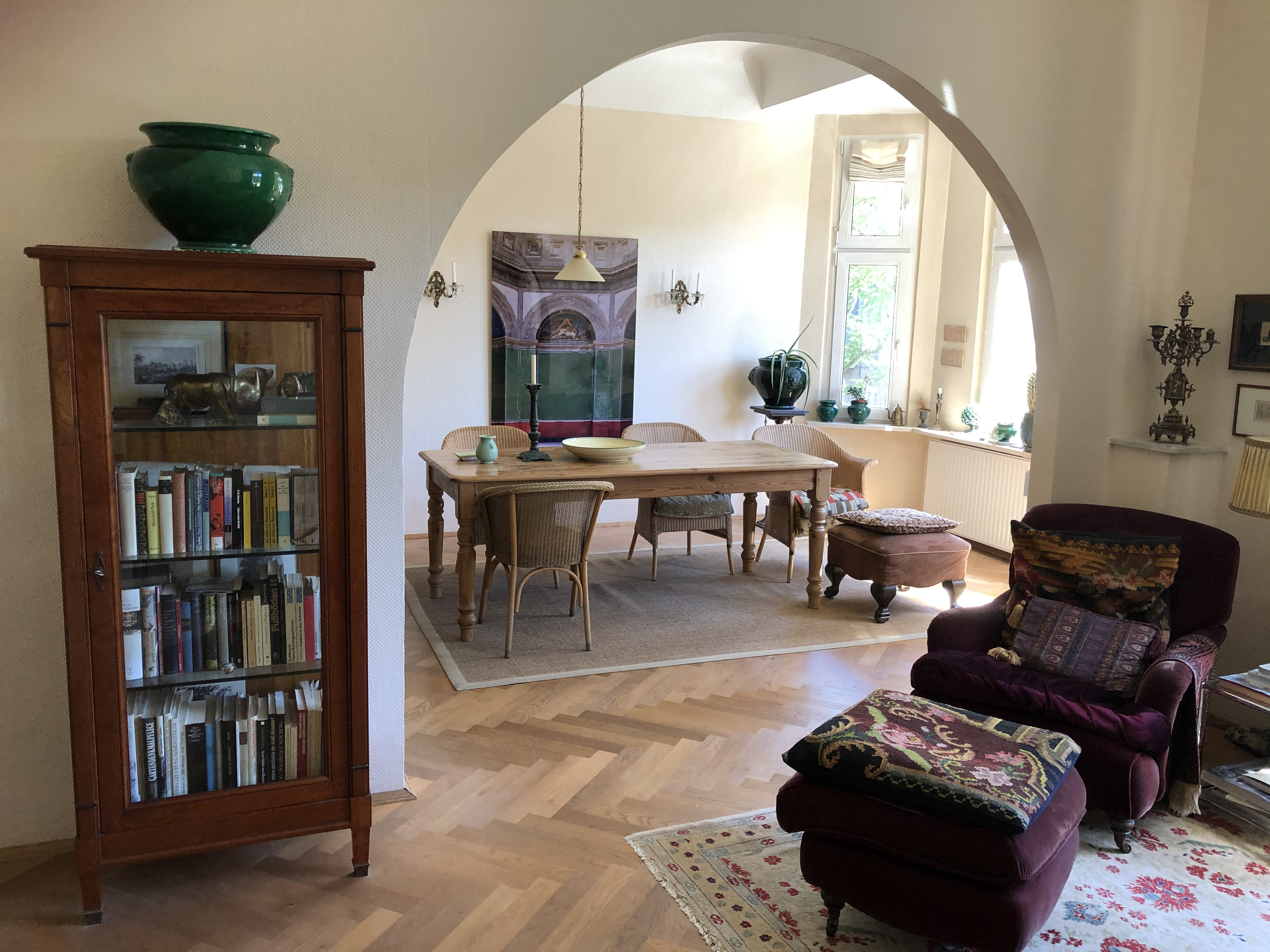
Lloyd Loom Chairs in einer Wohnungseinrichtung
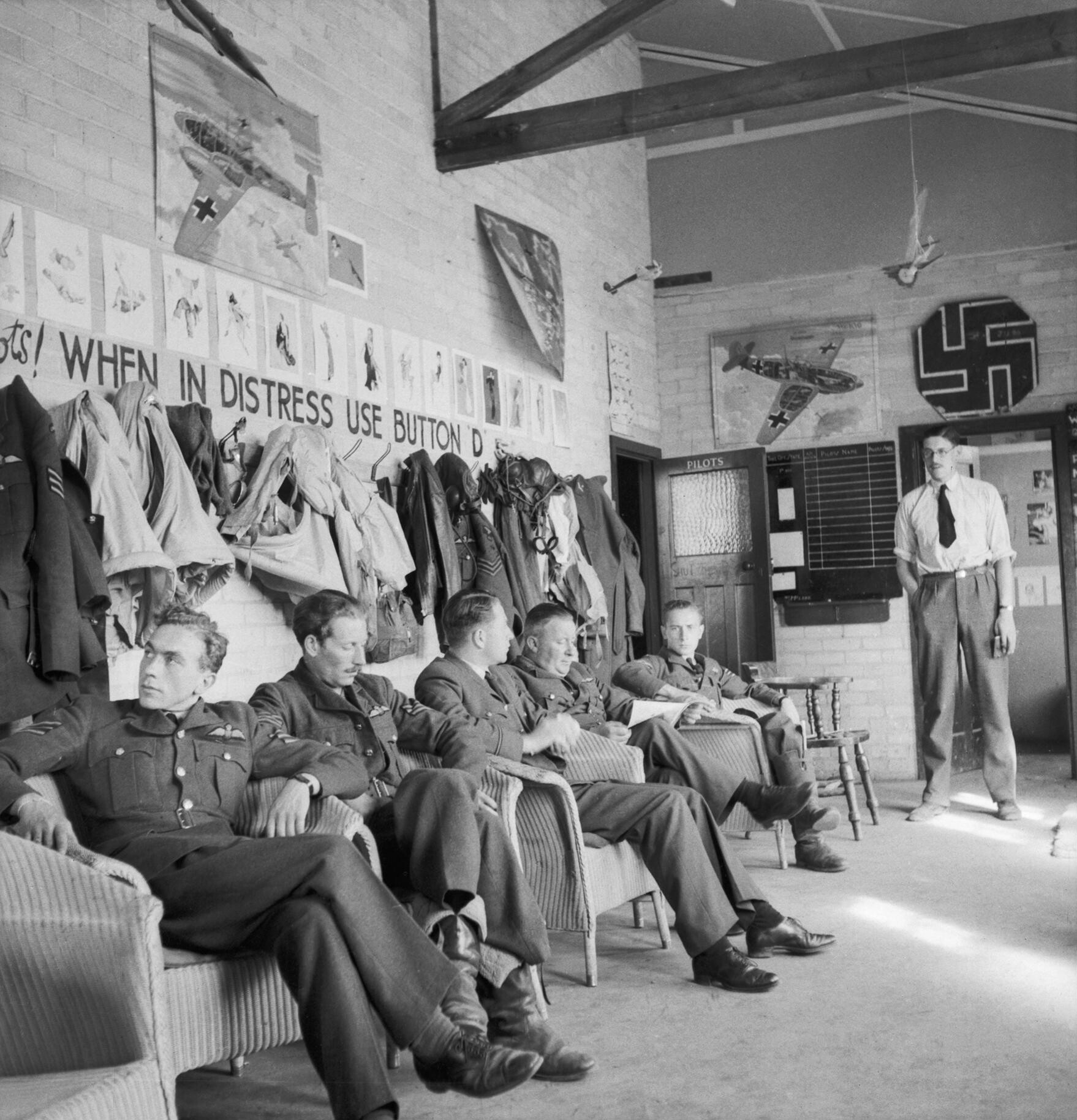
Britische Piloten in Lloyd Loom Chairs, 1941
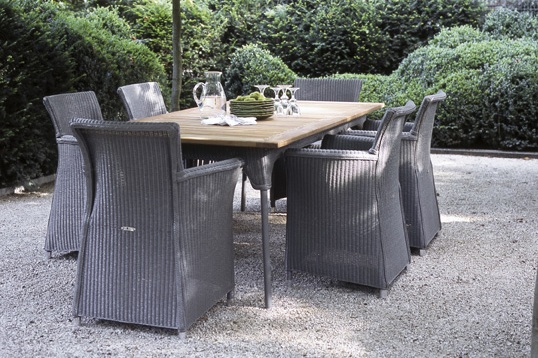
Lloyd Loom Chairs in einer modernen Gartenmöbelkollektion